# Navaz
Navaz (Nabatz en euskera) es una localidad española y un concejo de la Comunidad Foral de Navarra perteneciente al municipio de Juslapeña. Está situado en la Merindad de Pamplona, en la Cuenca de Pamplona. Su población en 2014 fue de 34 habitantes (INE).

## Monumentos y lugares de interés
- Antigua nevera, a 600 metros del pueblo.[1]
- Fuente con abrevadero y lavadero.[2]
- Cueva llamada De las brujas.[1]